# East Bridge (Dundee)
Die East Bridge ist eine Straßenbrücke in der schottischen Stadt Dundee in der gleichnamigen Council Area. 1991 wurde die Brücke in die schottischen Denkmallisten in der höchsten Denkmalkategorie A aufgenommen.

## Geschichte
Die Brücke führte einst die östliche Zufahrt des zwischenzeitlich abgebrochenen Herrenhauses Linlathen House. Das Herrenhaus stammt aus dem Jahre 1705 und wurde um 1830 erweitert. Die East Bridge wurde vermutlich um 1804 erbaut und ist damit älter als die nahegelegene West Bridge entlang der Hauptzufahrt. Möglicherweise handelt es sich um die älteste erhaltene Stahlbrücke in Schottland. Nachdem sich die Brücke in einem schlechten Zustand befunden hat, wurde sie mit der Entwicklung des Anwesens zu einer Wohnsiedlung restauriert. Ein kurzes Stück flussaufwärts wurde außerdem eine neue Straßenbrücke errichtet.

## Beschreibung
Die 10,7 m lange East Bridge überspannt das Dighty Water am Nordostrand von Dundee. Sie weist starke stilistische Ähnlichkeit zu den von Rowland Burdon veranlassten Brücken, beispielsweise der Tickford Bridge in Buckinghamshire, auf und nutzt das gleiche Patent. Die segmentbogigen Gusseisenrippen sind auf Sandsteinfundamenten gelagert. Das Brückendeck besteht aus Holzdielen. Schlichte kreisförmige Elemente verzieren die Zwickel. Ein gusseisernes Geländer mit Vierpassornamenten begrenzt die 2,7 m weite Fahrbahn.